# Marlene Dietrich
Marlene Dietrich (født 27. december 1901, død 6. maj 1992) var en tysk-amerikansk skuespiller og sanger. Hun blev nomineret til en Oscar for sin rolle i Marokko.
Under opvæksten fik Dietrich musikundervisning. Hun begyndte at studere violin ved musikhøjskolen i Weimar i 1918, men afbrød studiet efter et år på grund af en skade. I 1921 blev hun elev ved Max Reinhardts berømte teaterskole i Berlin og debuterede på film året efter. Hun blev gift med Rudolf Sieber i 1924 og fik en datter Maria, senere Maria Riva.
Hun fik sit gennembrud i Tyskland inden 2. verdenskrig i filmen Den blå engel af Josef Von Sternberg hvor hun spillede en prostitueret der hed Lola. Hun blev hurtigt en femme fatale og spillede andre roller i tyske film, inden hun tog afstand fra Hitler og flyttede til USA, hvor hun hurtigt blev en stor Hollywoodskuespillerinde og sangerinde. Hun indspillede en engelsksproget version af den tyske sang "Lili Marleen" i 1945. Det blev en af de mest populære versioner, da mange hjemvendte allierede soldater havde hørt sangen på tysk, mens de var udstationeret i Nordafrika under 2. verdenskrig. Marlene Dietrich spillede i mange film, den sidste film var "Schöner Gigolo" i 1978 med David Bowie.
Hun havde bevaret sin tyske accent, når hun talte engelsk eller fransk; hun levede mange af sine senere år i Paris. Efter eget ønske blev Marlene Dietrich begravet ved familiegravstedet i Berlin-Schöneberg.
Hun var veninde med Edith Piaf, Maurice Chevalier, Josephine Baker, Bette Davis og mange andre sangere og skuespillere.
Filmmuseum Berlin på Potsdamer Platz har overtaget Marlene Dietrichs store privatsamling, der omhandler hendes liv og karriere, og der er løbende udstillinger på museet i relation hertil.

## Film(udvalg)
- 1922: So sind die Männer (Der kleine Napoléon), Georg Jacoby
- 1922: Tragödie der Liebe, Joe May
- 1923: Der Mensch am Wege, Wilhelm Dieterle
- 1925: Eine Dubarry von heute, Alexander Korda
- 1925: Manon Lescaut, Arthur Robinson
- 1926: Der Tänzer meiner Frau, Alexander Korda
- 1926: Kopf hoch, Charly!, Willi Wolff
- 1926: Madame wünscht keine Kinder, Alexander Korda
- 1927: Sein größter Bluff, Harry Piel
- 1927: Café Elektric, Gustav Ucicky
- 1928: Ich küsse Ihre Hand, Madame, Robert Land
- 1929: Das Schiff der verlorenen Menschen, Maurice Tourneur
- 1929: Kvinden man længes efter, Kurt Bernhardt
- 1930: Gefahren der Brautzeit, Fred Sauer
- 1930: Den blå engel, Josef von Sternberg
- 1930: Marokko, Josef von Sternberg, med Gary Cooper
- 1931: Dishonored, Josef von Sternberg
- 1932: Shanghai-ekspressen, Josef von Sternberg
- 1932: Den blonde Venus, Josef von Sternberg
- 1933: Højsangen, Rouben Mamoulian
- 1934: Den røde kejserinde, Josef von Sternberg
- 1935: Djævelen er en kvinde, Josef von Sternberg
- 1936: Det stjålne paradis, Frank Borzage
- 1936: I Loved a Soldier, Henry Hathaway
- 1936: Allahs have, Richard Boleslawski
- 1937: Knight Without Armour, Jaques Feyder
- 1937: Engel, Ernst Lubitsch
- 1939: Vestens dronning, George Marshall
- 1940: Café 'De Syv Synder', Tay Garnett
- 1941: Grevinden af New Orleans, René Clair
- 1941: Højspænding, Raoul Walsh
- 1942: Guldgraverne, Ray Enright
- 1942: Sort guld, Lewis Seiler
- 1944: Nætter under halvmånen, William Dieterle
- 1947: Guldne ørenringe, Mitchell Leisen
- 1948: Det hændte i Berlin, Billy Wilder
- 1949: Jigsaw, Fletcher Markle
- 1950: Lampefeber, Alfred Hitchcock
- 1951: Vi styrter ned!, Henry Koster
- 1952: Guldfuglen, Fritz Lang
- 1956: Jorden rundt i 80 dage, Michael Anderson
- 1957: Højt Spil i Monte Carlo, Samuel A. Taylor
- 1958: Anklagerens vidne, Billy Wilder
- 1958: Politiets blinde øje, Orson Welles
- 1961: Dommen i Nürnberg, Stanley Kramer
- 1978: Schöner Gigolo, armer Gigolo, David Hemmings med David Bowie
- 1984: Marlene, Maximilian Schell (dokumentarfilm)

## Sange(udvalg)
- "Nimm dich in Acht vor blonden Frau'n"
- "Ich bin von Kopf bis Fuß auf Liebe eingestellt"
- "Wenn die beste Freundin"
- "Wenn ich mir was wünschen dürfte"
- "Die Welt war jung"
- "Ich hab noch einen Koffer in Berlin"
- "Es liegt in der Luft"
- "Ich bin die fesche Lola"
- "Kinder, heut' abend, da such ich mir was aus"
- "Peter"
- "Johnny, wenn du Geburtstag hast"
- "Paff, der Zauberdrachen"
- "Leben ohne Liebe kannst du nicht"
- "Sag mir, wo die Blumen sind" ("Where Have All the Flowers Gone")
- "Die Antwort weiß ganz allein der Wind"
- "Lili Marleen"
- "Awake in a dream"
- "Allein in einer großen Stadt"
- "Bitte geh nicht fort" ("Ne me quitte pas")
- "Mein blondes Baby"
- "Lieber Leierkastenmann"
- "Untern Linden... untern Linden"
- "Das war in Schöneberg"
- "Wo hast du nur die schönen blauen Augen her"
- "Wenn du einmal eine Braut hast"
- "Mein Mann ist verhindert"